# Kentia
Howea forsteriana
Espèce
Classification phylogénétique
Statut de conservation UICN

 VU D2 : Vulnérable
Le Kentia (Howea forsteriana) est une espèce de plantes à fleurs de la famille des Arecaceae (les palmiers), endémique sur l'île Lord Howe (Est de l'Australie).
Il est très utilisé en décoration intérieure. Quelques sujets sont présents dans les zones les plus chaudes de la Méditerranée comme à Monaco, Menton, Sicile...
Souvent vendu en pot de plusieurs pieds, il est composé d'un « tronc » (stipe) d'où partent des pétioles surmontés de grandes feuilles.
Le Kentia apprécie la forte luminosité et demande à être vaporisé régulièrement durant l'hiver.
L'espèce est considérée comme vulnérable par l'Union internationale pour la conservation de la nature (UICN).

## Histoire
La cultivation du Kentia en Europe commence au début des années 1870, où il devient vite très récherché comme plante d'intérieur. Ils obtiennent en Europe une certaine prestige en raison de leur prix élevé et de leur grande taille, ce qui en fait plantes particulièrement convenables aux grandes salles des palais et des hôtels. 
La reine Victoria fort aime le Kentia et même exige qu'ils soient placés autour de son cercueil après sa mort. La tolérance du Kentia à propos de la pollution de l'air et de la luminosité faible et du froid en fait aussi une plante bien adaptée aux intérieurs victoriens. L'un des producteurs principaux du Kentia en Europe est la famille Le Clerc de la Belgique, qui devait rester tel pendant le XXe siècle.
Par l'époque Édouardienne, il y avait environ quatre millions de graines récoltées sur l'Île Lord Howe chaque année pour en satisfaire la demande mondiale. En 1912, le gouvernement australien établit une commission judiciaire à enquêter le commerce du Kentia sur l'Île.  